# Ton Huijbers
 (août 2016).
Si vous disposez d'ouvrages ou d'articles de référence ou si vous connaissez des sites web de qualité traitant du thème abordé ici, merci de compléter l'article en donnant les références utiles à sa vérifiabilité et en les liant à la section « Notes et références ».
Ton Huijbers est un photographe né à Tegelen aux Pays-Bas en 1949 ; il vit et travaille à Grevenbicht et Heerlen. Il a été lauréat de la photographie européenne de l'année 1987 avec la photo The Family.
Photographe de l'imaginaire et du surréalisme, il travaille principalement sur des mises en scène familiales avec sa femme, ses fils (Thijs et Joost) et sa fille. Il est aussi connu pour ses mises en scène dans des paysages surréalistes (séquences en diptyque, triptyque ou quadriptyque),.
Il figure en bonne place dans de nombreuses et prestigieuses collections privées ou publiques en Europe et aux États-Unis. 

## Expositions
- 1985- T.I.P Fribourg, Suisse
- 1986- Musée d'Art et d'Histoire, Fribourg, Suisse
- 1987- Galerie Lindemanns, Stuttgart, Allemagne
- 1987- Galerie Signe Heerleen, Pays-Bas
- 1987- Le Temps d'un Mouvement Palais de Tokyo, Paris, France
- 1987- Trajecta Maastricht, Pays-Bas
- 1987- Photographes Européens Musée d'Art moderne, Liège, Belgique
- 1988- Polaroid Selection 4 photokina Cologne, Allemagne
- 1988- Polaroid Selection 4 Musée de l'Élysée, Lausanne, Suisse
- 1988- Splendeurs et Misères du Corps : Musée d'art et d'histoire, Fribourg, Suisse
- 1988- Splendeurs et Misères du Corps : Musée d'art moderne Paris, France
- 1988- Espaivisor - Galería Visor.Valencia, Espagne ; Exposition collective dans le cadre de la Polaroid collection ; Artistes : Ton Huijbers, Diana Block, Pere Formiguera
- 1989- Het poëtisch moment - Stadsgalerij Heerlen, Heerlen (Pays-Bas), 5 mai au 25 juin 1989
- 1989 - Galeria Spectrum Sotos Zaragoza (Espagne) Exposition Ton Huijbers, 16 au 29 décembre 1989.
- 1997 - Espace Parallèle Bruxelles ; Exposition avril 1997
- 1998 - Bonnefantenmuseum-Maastricht ; Exposition "Sociale Fotografie" de Ton Huijbers, Cas Oorthuys, John Lambrichts en Nol Pepermans, 01.98 au 01.02.1998
- 2001 - Galerie Pennings -Eindhoven (Hollande) ; Ton Huijbers : Metamorfosen ; diptieken van een schutterij ;
- 2002 - Institut français-Prague (Tchequie) ; Exposition dans le cadre de la présentation de la collection de Madeleine Millot-Durrenberger
- 2003 - L'Imagerie 19 Lannion France Humour et Dérision, 28 juin au 31 juillet 2003
- 2005 - Museum of New Art Rochester USA ; Going Dutch: New Photography from the Netherlands, 09.04.2005 au 04.05.2005
- 2006 - Cultureel Centrum Hasselt, Belgique, Ton Huijbers Sequences, 04.03.2006 au 09.04.2006
- 2008 - Galerie ARTEM ; Collectif Ton Huijbers, mars 2008
- 2009 - Estivales photographiques du Trégor, Lannion (Côtes-d'Armor), France, 28 juin au 27 septembre 2009

## Collections
- Graham Nash Collection Passadena U.S.A
- The International POLAROID Collection (USA) : Ton Huijbers, Two Moons over Grevenbicht, 1991
- Musée de la photographie de Charleroi (Belgique)
- Collection Madeleine Millot-Durrenberger (France)
- Collection Michel Deumer (Belgique)
- Collection du photographe Mehdi Clemeur (Espagne)
- Los Angeles County Museum of Art - LACMA, Los Angeles, CA USA
- Museum of New Art, Rochester, USA
- Limburgs Centrum voor Fotographie Sittard, Pays-Bas
- Musée d'Art et d'Histoire Fribourg, Suisse
- Centre International de la Photographie, Palais de Tokyo, Paris, France
- Collection du Ministère de la Communauté Française Belgique